# Weyman Lee
Weyman Lee (1681 – 1785) è stato un matematico inglese.

An essay to ascertain the value of leases and annuities for years and lives, 1738 (Fondazione Mansutti, Milano).

Non si conoscono molte notizie sull'autore, noto per la sua opera An essay to ascertain the value of leases and annuities for years and lives, and to estimate the chances of the duration of lives, pubblicata a Londra nel 1738, anticipata da una prima edizione anonima l'anno precedente. Lee sostiene che «il valore di una rendita vitalizia a un'età determinata è uguale a quello di una rendita di durata pari alla speranza di vita a quella età». L'assunto è smentito dagli studi del XVIII secolo e alcune delle inesattezze furono corrette nell'edizione del 1751. Nella prefazione di Annuities on Lives (1739), John Richards attribuisce questo lavoro a Samuel Burroughs (1737-1825).